# 北峰溪
北峰溪，位於台灣北部，屬於淡水河水系，為基隆河的支流，流域分佈於新北市汐止區西部，發源於大尖坪山，向南流注入金龍湖，出金龍湖後向東南轉東北，再轉東流而注入基隆河。